# Silvinichthys bortayro
Silvinichthys bortayro är en fiskart som beskrevs av Fernández och De Pinna 2005. Silvinichthys bortayro ingår i släktet Silvinichthys och familjen Trichomycteridae. Inga underarter finns listade i Catalogue of Life.